# Курт Бергстен
Курт Бергстен (швед. Curt Bergsten, нар. 24 червня 1912 — пом. 21 липня 1987) — шведський футболіст, що грав на позиції нападника.
Виступав за клуб «Ландскруна БоІС», а також національну збірну Швеції.

## Клубна кар'єра
У дорослому футболі дебютував 1932 року виступами за команду клубу «Ландскруна БоІС», кольори якої і захищав протягом усієї своєї кар'єри гравця, що тривала десять років. 
Помер 21 липня 1987 року на 76-му році життя.

## Виступи за збірну
1935 року дебютував в офіційних матчах у складі національної збірної Швеції. Протягом кар'єри у національній команді, яка тривала 4 роки, провів у формі головної команди країни лише 6 матчів, забивши 1 гол.
У складі збірної був учасником чемпіонату світу 1938 року у Франції.